# Ștefan Popescu (fotbalist)
Ștefan Popescu (n. 5 mai 1993, Iași) este un tânăr fotbalist român care evoluează la clubul AC Cesena.

## Carieră

### Juniorat
Ștefan Popescu a început fotbalul la vârsta de 8 ani, atunci când împreună cu tatăl său s-a înscris la Grupa 93 a clubului privat Noua Generație din Iași, condus de Paul Costaș. Avându-l ca antrenor pe profesorul Sorin Ștefan, acesta a efectuat primele antrenamente pe un teren de bitum, ieșind imediat în evidență prin calitățile sale precum forța și viteza. În timp, juniorul s-a pus la punct cu tehnica iar antrenorul a fost nevoit să-l avanseze la o grupă de jucători cu un an mai mare decât el.
În 2007, Ștefan Popescu a participat la turneul „Gillette” România unde a fost remarcat de Emeric Jenei. Fiind printre primii 11 din țară, acesta a primit drept premiu un stagiu de pregătire de un an la Școala de Fotbal Gică Popescu. Astfel, după patru ani petrecuți la Iași, juniorul a plecat la Craiova.
Doi ani mai târziu, în 2009, pe când avea numai 16 ani, Popescu a participat cu naționala României U17 la un turneu efectuat în Italia. Acolo, românul a fost remarcat de clubul italian AS Roma pentru care a dat probe de joc. Fiind acceptat, a evoluat pentru echipa Primavera a clubului roman cu care a și câștigat Campionato Primavera la Grupa C.
Acesta a suferit însă o gravă accidentare la glezna dreaptă care l-a ținut pe tușă 7 luni, dar în ianuarie 2011 a fost remarcat de clubul AC Cesena, cu care a și semnat. Aici a evoluat timp de un an la echipa Primavera a clubului iar în vara aceluiași an a disputat primul meci pentru echipa mare, un amical contra unei echipe locale încheiat 13–0. Atunci, românul a evoluat o repriză în care a dat o pasă de gol, fiind felicitat de președintele clubului.

### Debutul în echipa mare
Pe data de 12 ianuarie 2012 Popescu a fost convocat de Daniele Arrigoni, antrenorul echipei mari a Cesenei, la meciul din optimile Cupei Italiei contra formației Napoli. Românul a început partida ca titular, având un debut excepțional la primul meci oficial în echipa mare. Folosit pe postul de mijlocaș central, acesta a marcat primul gol al partidei în minutul 21, fiind schimbat 8 minute mai târziu datorită unei accidentări cauzate de o întindere. În cele din urmă, echipa sa a pierdut meciul cu scorul de 2–1 și a fost eliminată din cupă, dar românul a primit cuvinte de laudă din partea presei locale.